# San Pedro Ixcatlán, Oaxaca
San Pedro Ixcatlán är en ort i Mexiko.   Den ligger i kommunen San Pedro Ixcatlán och delstaten Oaxaca, i den sydöstra delen av landet, 300 km sydost om huvudstaden Mexico City. San Pedro Ixcatlán ligger 95 meter över havet och antalet invånare är 3 273.
Terrängen runt San Pedro Ixcatlán är platt åt nordost, men åt sydväst är den bergig. Runt San Pedro Ixcatlán är det ganska glesbefolkat, med 39 invånare per kvadratkilometer. Närmaste större samhälle är Isla Soyaltepec, 6,8 km norr om San Pedro Ixcatlán. Omgivningarna runt San Pedro Ixcatlán är en mosaik av jordbruksmark och naturlig växtlighet.